# Eumelea rubrifusa
Eumelea rubrifusa är en fjärilsart som beskrevs av W. Warren 1896. Eumelea rubrifusa ingår i släktet Eumelea och familjen mätare. Inga underarter finns listade i Catalogue of Life.